# InterCity (Ungarn)

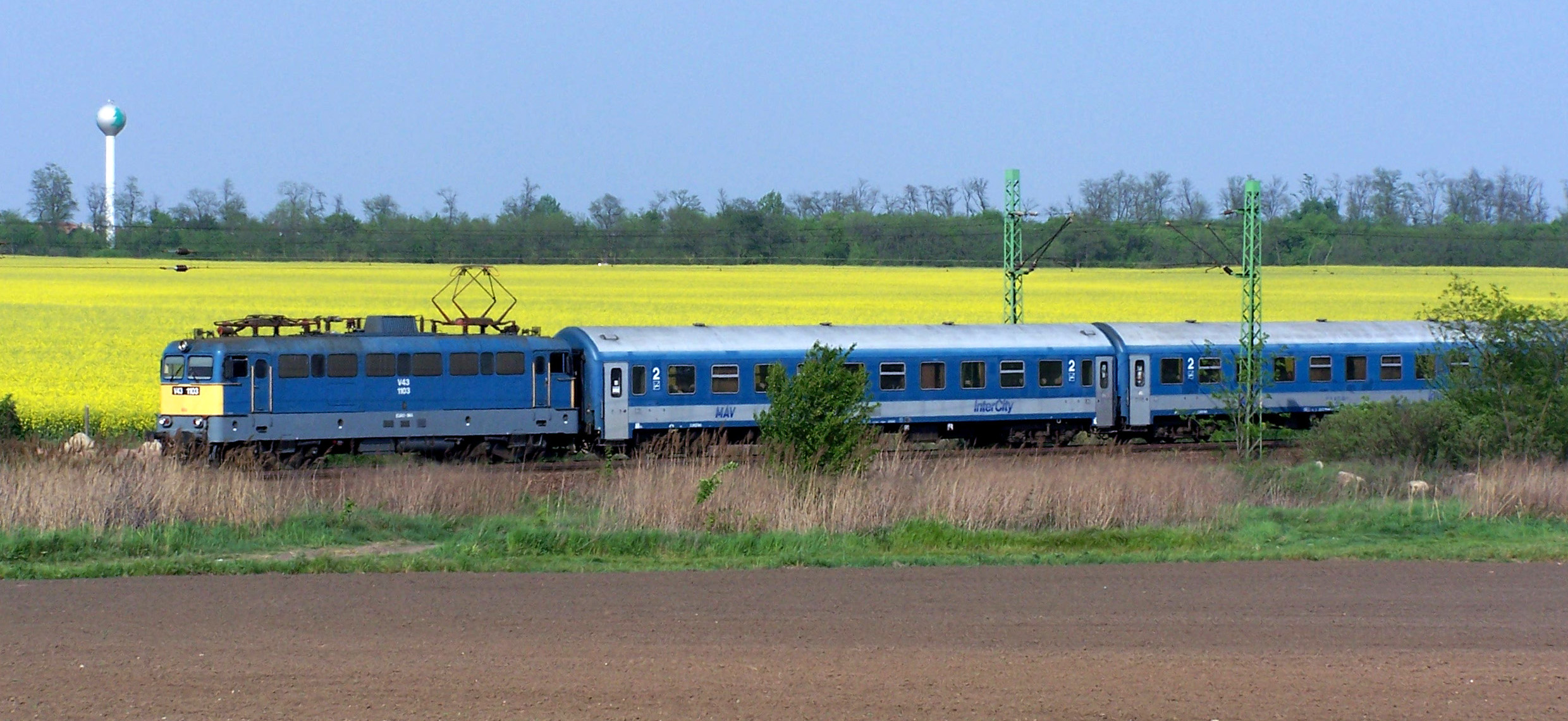
InterCity der MÁV

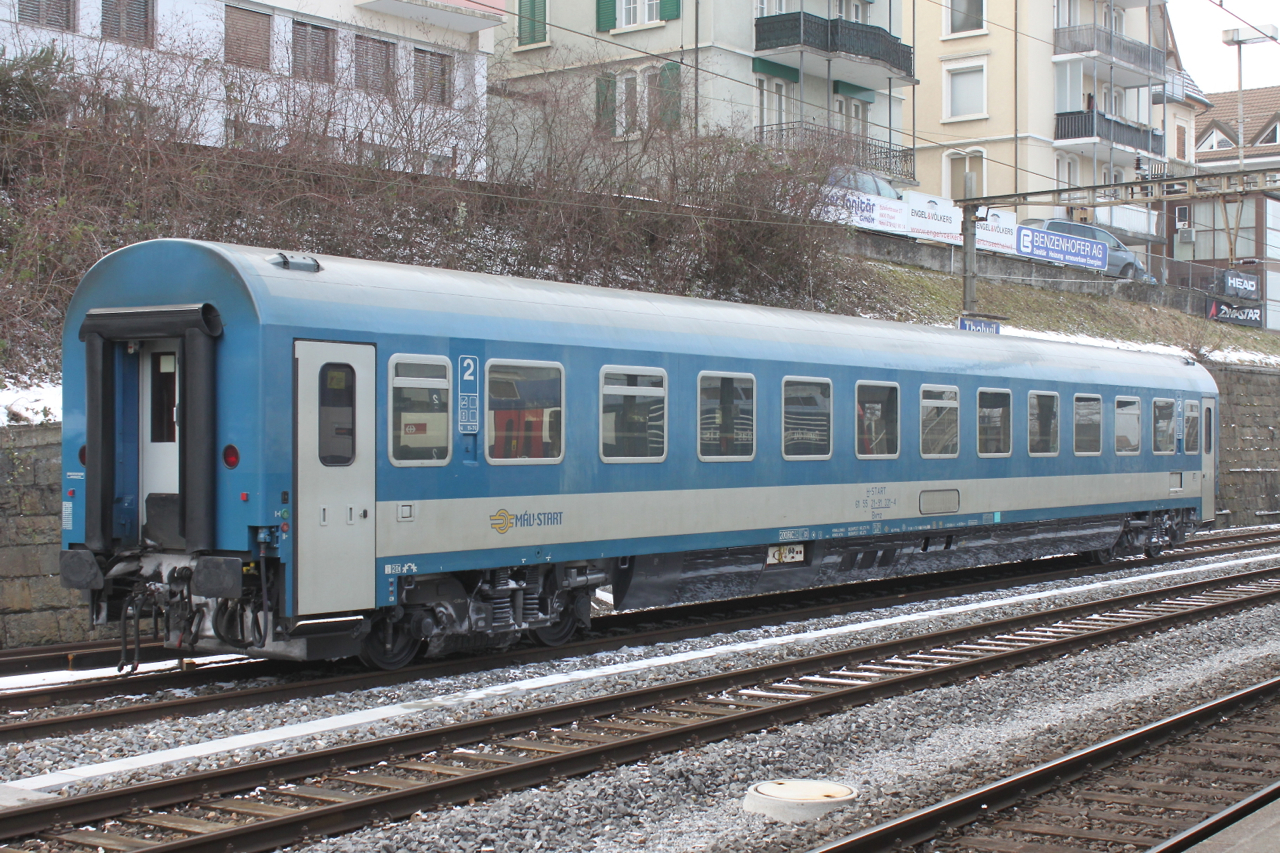
In den 1990er Jahren beschaffter Abteilwagen der MÁV (Bvmz)

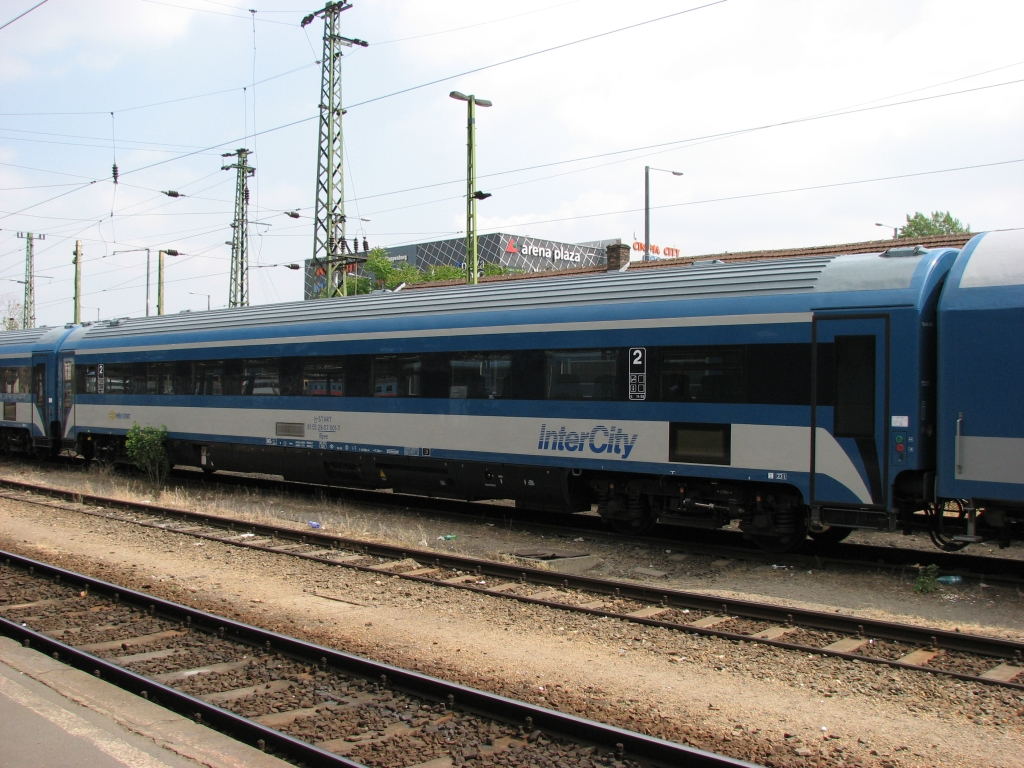
IC3-Wagen der 2. Klasse (Bpee)

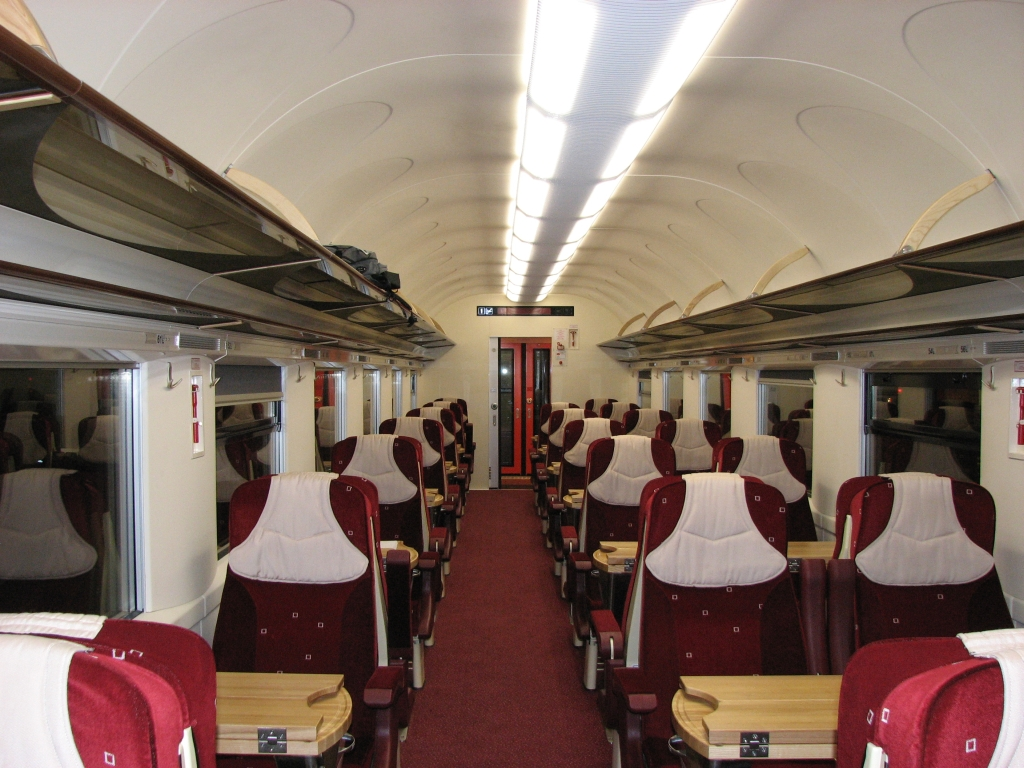
Innenansicht eines 1. Klasse-Großraumwagens (IC3-Wagen Apee)

Der InterCity (Kurzform: IC) in Ungarn ist eine international verwendete Zuggattung.
Die ungarische staatliche Eisenbahngesellschaft MÁV betreibt InterCity-Züge auf verschiedenen Linien von und nach bzw. über Budapest, auch im internationalen Verkehr. Ergänzende Verbindungen auf Nebenlinien wurden bis 2010 mit modernisierten Bzmot-Schienenbussen unter der Bezeichnung InterPici betrieben. 
Die IC-Züge führen teilweise einen Speise- oder Buffetwagen und sind teilweise reservierungspflichtig.

## Intercity-Linien in Ungarn
Budapest Nyugati – Flughafen Budapest – Kecskemét (dt. Ketschkemet) – Szeged (dt. Segedin) (stündlich)
Budapest-Nyugati – Ferihegy – Szolnok – Debrecen – Nyíregyháza – Miskolc-Tiszai (dt. Mischkolz) – Budapest Keleti (Kreis-IC) (zweistündlich)
Budapest Keleti – Miskolc-Tiszai –Košice (ung. Kassa, dt. Kaussau)/Slowakei (zweistündlich)
Budapest Keleti – Békéscsaba – Timișoara (ung. Temesvár, dt. Temeswar) – Târgu Mureș (ung. Marosvásárhely, dt. Meumarkt am Miresch) – Simeria (ung. Piski, dt. Fischdorf) – Brașov (Brassó) – București Nord (Bukarest) (zweistündlich)
Budapest Keleti – Dombóvár (dt. Dombowar) – Pécs (dt. Fünfkirchen) (zwei- bis dreistündlich)
Budapest Keleti – Tatabánya (dt. Totiserkolonie) – Győr (dt. Raab) – Szombathely (dt. Steinamanger)/Győr – Csorna – Sopron (zweistündlich)
Budapest Déli – Székesfehérvár (dt. Stuhlweißenburg) – Siófok – Nagykanizsa (dt. Großkirchen) (–Zagreb/Kroatien) (zwei- bis dreistündlich)
Budapest Déli – Székesfehérvár – Siófok – Keszthely (dt. Kesthell)  (zweistündlich)
Budapest Déli – Kaposvár – Nagykanizsa (Somogy IC) (-Gyékényes) (einmal täglich)

## Wageneinsatz
Überwiegend werden lokomotivbespannte Züge eingesetzt, teils auch mit Wagen der GySEV/Raaberbahn. Teilweise werden auch Triebzüge der Baureihe BVmot eingesetzt.
Für den InterCity- und EuroCity-Verkehr wurden in den 1990er Jahren über 100 klimatisierte Abteil- und Großraumwagen nach UIC-Z-Maßen bei den Herstellern CAF, GOŠA und DWA beschafft. Die Abteile sind hier jeweils mit sechs Sitzplätzen ausgelegt, die Großraumwagen verfügen über Sitzplätze in Vis-a-vis-Anordnung.
Zudem sind im Intercityverkehr auch noch unklimatisierte Großraum- und Abteilwagen nach UIC-Y-Maßen im Einsatz, die in den 1970er Jahren in verschiedenen Staaten des RGW gebaut wurden. Die 2.-Klasse-Abteilwagen sind mit Sitzbänken für acht Personen je Abteil ausgestattet. Zehn UIC-Y-Abteilwagen wurden Ende der 2000er Jahre zu klimatisierten Großraumwagen (IC3-Wagen) umgebaut. 
Die UIC-Y-Wagen, die im ungarischen InterCity-Verkehr im Einsatz sind, sind im Regelfall für 140 km/h zugelassen. Die nach 1990 beschafften Wagen sind hingegen für Geschwindigkeiten bis 160 km/h oder 200 km/h zugelassen.
Seit 2018 kommen auch verstärkt neue, komfortable und in Ungarn produzierte Wagen mit dem Namen IC + zum Einsatz. Die für den internationalen Verkehr gebauten Typen sind für 200 km/h zugelassen, jene für den Einsatz im  inländischen Verkehr für 160 km/h. Zusätzlich wurden einige CAF-Wagen modernisiert.